# Басейна, 1/2
Наріжни́й буди́нок  на Басейній вулиці, 1/2 — колишній київський прибутковий будинок у мавританському стилі на Бессарабці.
Рішенням виконавчого комітету Київської міської ради народних депутатів № 49 від 21 січня 1986 року споруду поставили на облік пам'яток архітектури місцевого значення.

## Історія

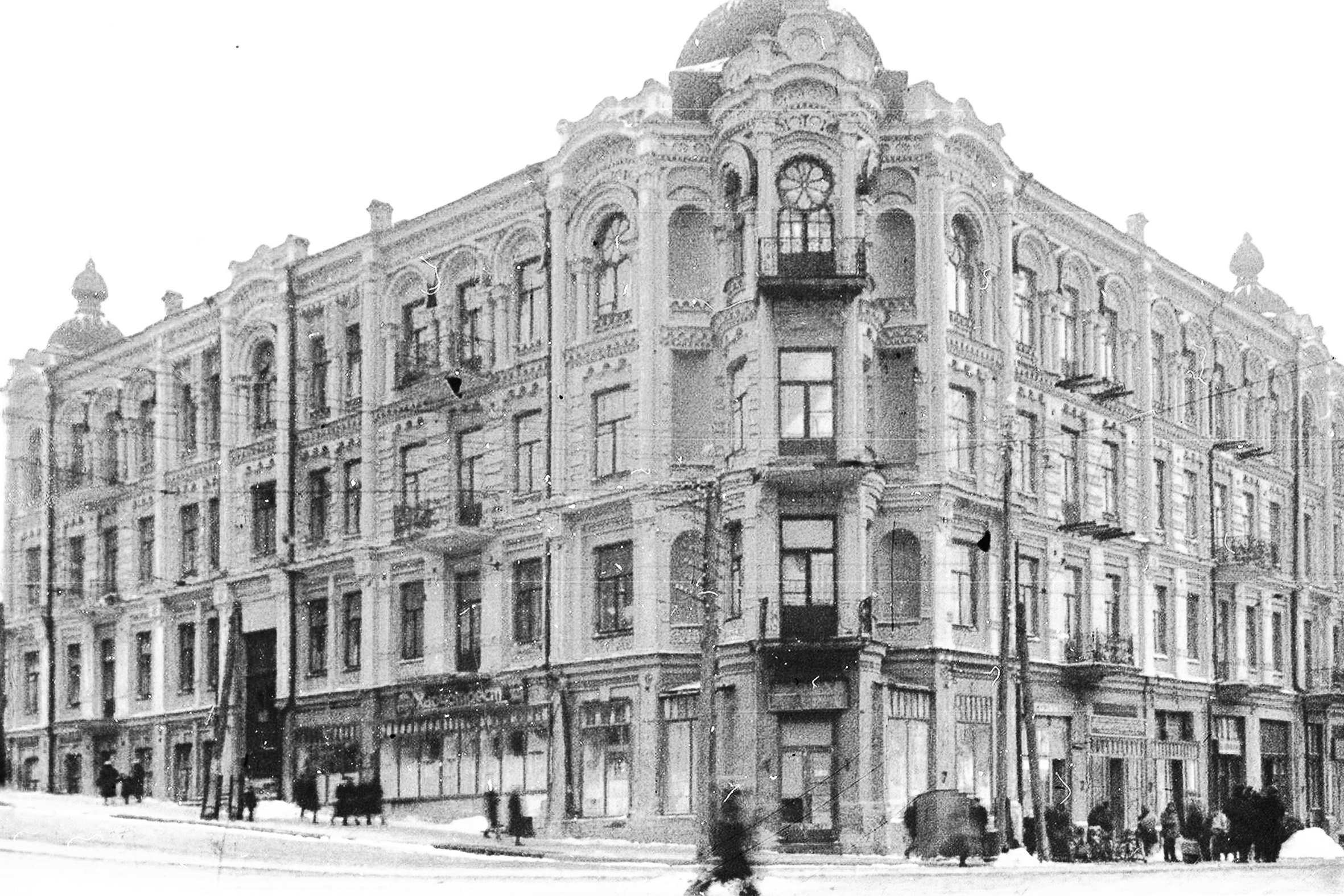
Фото 1932—1938 років

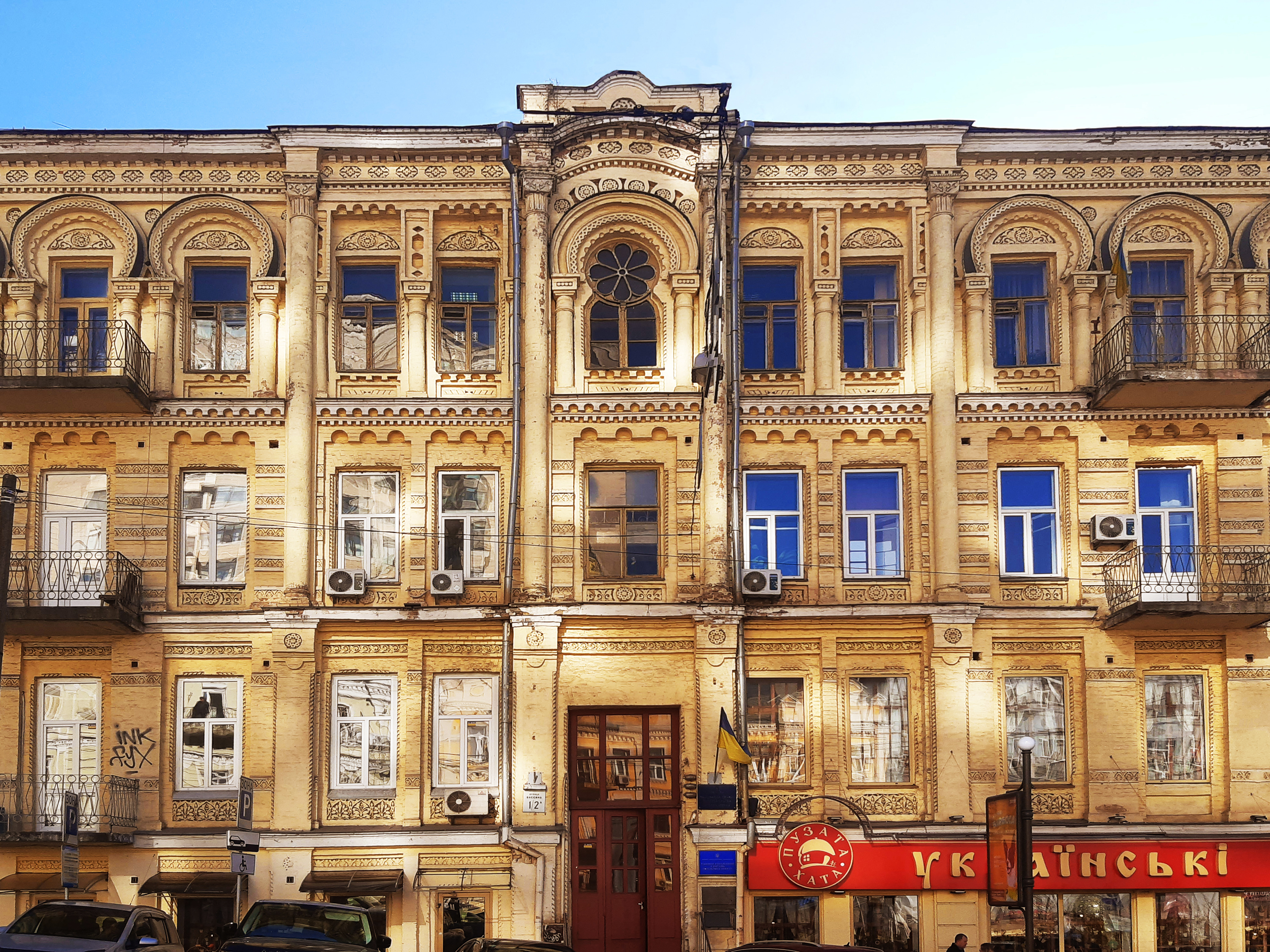
Крило уздовж Крутого узвозу

Будинок звели за проектом архітектора Андрія-Фердінанда Краусса в 1899—1900 роках у наріжній частині ділянки з невеликим схилом рельєфу.
Секція на Крутому узвозі призначалося під житлову двоквартирну секцію, а витягнуте крило з коридорним двобічним плануванням уздовж Басейної вулиці — для готельних номерів. Готель спочатку мав назву «Пале-Рояль», а згодом — «Великий слов'янський». На першому поверсі працював ресторан.
На початку XX сторіччя у будинку містилася Київська школа десятників дорожньої і будівельної справи. У ній викладали архітектори й інженери Василь Листовничий, Всеволод Обремський. Почесним куратором в школі став архітектор Олександр Кобелєв, а членами піклувальної ради — архітектор Володимир Безсмертний та інженер А. Страус.
У 1910-х роках тут проживав і працював архітектор, інженер будівельного відділення Київської міської управи Михайло Бобрусов (1878—1955). Саме у цей час він керував будівництвом Бессарабського ринку.
За радянські часи будівлю націоналізували.
1981 року розпочали реконструкцію кам'яниці. На першому поверсі, як подарунок від харків'ян до 1500-річчя міста, облаштували кафе «Харків». У наслідок капітальної реконструкції первісне планування істотно змінили.
16 жовтня 2003 року на першому поверсі щойно заснована мережа швидкого харчування «Пузата хата» відкрила свій перший ресторан.

## Архітектура

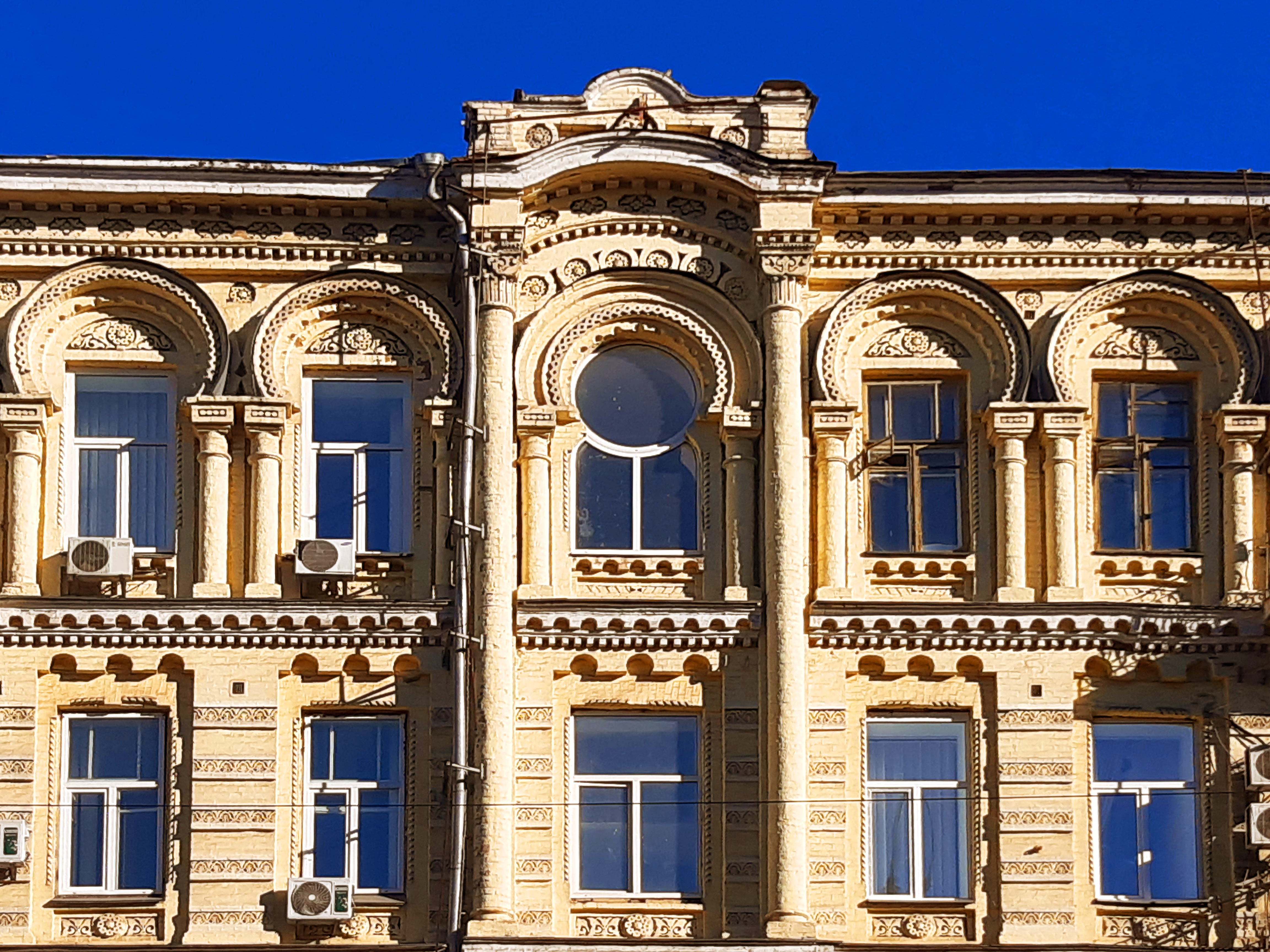
Вікна з напівциркульною аркою і рельєфною неомавританською орнаментикою

Фасади виконані в еклектичному стилі з рисами неоренесансу та неомавританськими елементами.
Будинок — цегляний, чотириповерховий, тинькований, на підвалі. Віссю симетрії композиції виступає наріжна частина, від якої під кутом відходять крила-секції. Наріжжя оформлене циліндричним еркером. Його невисоке баневе завершення згодом було втрачене. Стіни будинку по осях симетрії розчленовані великими пілястрами, а
у лиштвах вікон — малими. Розташування вікон рівномірно-ритмичне. Вікна четвертого поверху обрамили напівциркульними арками з рельєфною неомавританською орнаментикою.
Секція на Крутому узвозі була у плані Т-подібною спорудою. Готельна частина сполучалася з П-подібним флігелем переходом. Разом ці будівлі в садибі утворювали два внутрішніх подвір'я.

## Сучасний стан
На фасадах по Басейній вулиці та Крутому узвозу — кондиціонери, вивіски комерційних установ. Вхідні групи зробили з явним порушенням загального вигляду пам'ятки. У деяких місцях видно тріщини стін.